# Orain
Orain är en kommun i departementet Côte-d'Or i regionen Bourgogne-Franche-Comté i östra Frankrike. Kommunen ligger i kantonen Fontaine-Française som tillhör arrondissementet Dijon. År 2022 hade Orain 89 invånare.

## Befolkningsutveckling
Antalet invånare i kommunen Orain
Referens:INSEE